# 伯恩施坦主义
伯恩施坦主义（德語：Bernsteinianismus），又称进化社会主义、渐进社会主义，是一种社会民主主义思想，由德国社会民主党理论家爱德华·伯恩施坦创立。它主张“修正”马克思主义的基本原理，认为原有的马克思主义理论已不适应新的社会现实。作为改良主义和进步主义的融合体，伯恩施坦主义反对暴力革命，倡导通过国家的民主制度争取工人阶级的权益。